# Падина (Звездара)
Падина је насеље у општини Звездара у Граду Београду. Према попису из 2011. године у насељу је живело 6998 становника. Насеље се назива и Медаковић Падина.

## Опште карактеристике
Насеље Падина основано је осамдесетих година 20. века. Овај стамбени простор некада је био на рубу града, а шири се од истоимене централне улице Падина, која је 2005. године преименована у Улицу Веселина Чајкановића. Планирано је да се у насељу изгради основна школа, 2022. године.

## Локација
Падина се налази у југозападном делу општине Звездара, тачно на граници са општином Вождовац, на северној падини Морколушког брда. Насеље се налази на надморској висини од 234 м и отуда назив Падина. Граничи се са насељем Медаковић III на северу, Браће Јерковић на западу, док се на југоистоку преко Цветанове ћуприје граничи са Великим Мокрим Лугом. На југу један део насеља Падина граничи се са насељем Браће Јерковић II (Митровим брдом), где се спушта у Кумодраж у долини Кумодрашког потока.

## Становништво
Падина углавном припада месној заједници Војводе Мишића, која је формирана у општини Звездара пре пописа становништва 1991. године у СФРЈ. Пре тога, неурбанизовано подручје припадало је Великом Мокром Лугу. Локална заједница имала је 2127 становника према попису из 1991. године, 5520 према попису из 2002. године, а према попису из 2011. године, насеље је имало 6998 становника.  Ова локална заједница обухвата делове насеља Медаковић 3 и Цветанову Ћуприју, а 2020. године процењено је да део Падине у општини Звездара има 2500 становника. Ипак, насеље Падина проширило се и изван локалне заједнице, укључујући делове Великог Мокрог Луга и Митрово брдо у општини Вождовац. Године 2019. процењено је да цело насеље има 10000 становника.